# NGC 4997
NGC 4997 (również PGC 45667) – galaktyka eliptyczna (E-S0), znajdująca się w gwiazdozbiorze Panny. Odkrył ją Sherburne Burnham 28 marca 1878 roku.